# Деніз Ґамзе Ерґювен
Дені́з Ґамзе́ Ерґюве́н (тур. Deniz Gamze Ergüven; нар. 4 червня 1978) — турецько-французька режисерка.

## Раннє життя та освіта
Ерґювен народилася в Анкарі, Туреччина, але переїхала до Франції у 1980-х.
Зростала та ходила до школи у Франції. У 2008 році закінчила кіношколу La femis.

## Кінокар'єра
2011 року Ерґювен було запрошено у проект «Ательє» (фр. L'Atelier) Каннського кінофестивалю аби допомогти їй із проектом «Королі». У Каннах вона познайомилась із режисеркою Аліс Вінокур (фр. Alice Winocour), яка саме працювала над своїм дебютним фільмом «Августина». Після того, як Ерґювен не знайшла фінансування для свого фільму, Вінокур запропонувала їй написати інтимніший сценарій, і вони вдвох почали працювати над «Мустангом».
Дебютний фільм «Мустанг» було представлено на «Двотижневику режисерів» Каннського кінофестивалю 2015 де фільм здобув одну з чотирьох нагород — Europa Cinemas Label Award. Згодом фільм здобув низку високих міжнародних нагород, зокрема «Золотий Дюк» та приз журі за режисуру Одеського міжнародного кінофестивалю 2015. Стрічку також було обрано як номінанта на Премію «Оскар» за найкращий фільм іноземною мовою від Франції в рамках 88-ї церемонії.
У вересні 2016 року Деніз Ґамзе Ерґювен була нагороджена французьким орденом Мистецтв та літератури (кавалер).

## Особисте життя
Ерґювен була вагітною під час зйомок фільму «Мустанг» та народила сина 11 лютого 2015 року.

## Визнання
| Рік                                 | Категорія/Нагорода                        | Фільм                          | Результат | Результат     |
| ----------------------------------- | ----------------------------------------- | ------------------------------ | --------- | ------------- |
| Каннський міжнародний кінофестиваль |                                           |                                |           |               |
| 2015                                | Label Europa Cinemas                      | Мустанг                        | Перемога  |               |
| 2015                                | Золота камера                             | Мустанг                        | Номінація |               |
| 2015                                | Queer Palm                                | Мустанг                        | Перемога  |               |
| Міжнародний кінофестиваль у Чикаго  |                                           |                                |           |               |
| 2015                                | Приз глядацьких симпатій                  | Мустанг                        | Перемога  |               |
| Премія Європейської кіноакадемії    |                                           |                                |           |               |
| 2015                                | Найкращий європейський приз               | Мустанг                        | Номінація |               |
| 2015                                | Приз «Європейське відкриття року»         | Мустанг                        | Перемога  |               |
| Одеський міжнародний кінофестиваль  |                                           |                                |           |               |
| 2015                                | Гран-прі «Золотий Дюк»                    | Мустанг                        | Перемога  | [ 13 ]        |
| 2015                                | Найкращий режисер                         | Мустанг                        | Перемога  | [ 13 ]        |
| Премія «Гойя»                       |                                           |                                |           |               |
| 2016                                | Найкращий європейський фільм              | Мустанг                        | Перемога  |               |
| Премія «Люм'єр»                     |                                           |                                |           |               |
| 2016                                | Найкращий фільм                           | Мустанг                        | Перемога  | [ 14 ]        |
| 2016                                | Найкращий сценарій                        | Мустанг (разом з Аліс Вінокур) | Номінація |               |
| Премія «Сезар»                      |                                           |                                |           |               |
| 2016                                | Найкращий фільм                           | Мустанг                        | Номінація | [ 15 ] [ 16 ] |
| 2016                                | Найкращий режисер                         | Мустанг                        | Номінація | [ 15 ] [ 16 ] |
| 2016                                | Найкращий сценарій (разом з Аліс Вінокур) | Мустанг                        | Перемога  | [ 15 ] [ 16 ] |